# Heinz Lorenz
Heinz Lorenz (7 d'agost de 1913 Schwerin † 23 de novembre de 1985 Düsseldorf) va ser secretari en cap de premsa d'Adolf Hitler.
El 1945, Lorenz es va convertir en l'agregat de premsa de diputat al búnquer. Cap al final de la guerra, després que alemanya perdes gran part de la xarxa de comunicacions, Lorenz es va convertir en part d'un grup d'alemanys que fabricaven les notícies, revisant i reescrivint els informes de la premsa aliada. El 28 d'abril de Lorenz digué a Hitler la confirmació que Heinrich Himmler estava contactant als aliats a través comte Folke Bernadotte.